# USS Skylark (ASR-20)
USS Skylark (ASR-20) był okrętem ratowniczym okrętów podwodnych (ang. submarine rescue ship) typu Penguin. Pierwotną nazwą jednostki była nazwa "Yustaga" (ATF-165), ale została zmieniona w czasie budowy.
Okręt o wyporności 1735 ton był budowany w Charleston. Jednostka na początku planowana była jako holownik floty, ale pod koniec 1945 zmieniono przeznaczenie oraz nazwę na "Skylark" (ASR-20). Został zwodowany w marcu 1946 i ukończony kilka miesięcy później. Umieszczony w rezerwie nie wszedł do służby do marca 1951. Bazując w New London przez okres aktywnej służby czasami bywał przydzielany do innych miejsc wzdłuż atlantyckiego wybrzeża USA i w rejonie Karaibów podczas pierwszej dekady służby. Od stycznia 1962 okręt rozpoczął wypełnianie tur służbowych na Morzu Śródziemnym oraz operował wspierając okręty podwodne wyposażone w rakiety balistyczne w Holy Loch w Szkocji. W 1963 i 1968 asystował w poszukiwaniach zniszczonych okrętów USS "Thresher" (SSN-593) i USS "Scorpion" (SSN-589).
Wycofany ze służby w czerwcu 1973 "Skylark" został sprzedany Brazylii. W Marynarce Wojennej Brazylii służył pod nazwą "Gastão Moutinho". Początkowo jako okręt ratowniczy okrętów podwodnych (K 10), później jako przybrzeżny okręt patrolowy (U 20). Skreślony w 1996.